# Pink (Album)
Pink ist das fünfte Studioalbum des deutschen DJs und Musikproduzenten Robin Schulz.

## Artwork
Auf dem Frontcover sind neben Robin Schulz der Künstlername und der Albumtitel zu sehen. Der Künstlername ist in pinkfarbenen Buchstaben geschrieben und  befindet sich am oberen Rand. Schulz befindet sich in der Mitte. Er hat eine pinkfarbene Frisur, trägt eine Sonnenbrille und einen pinkfarbenen Anzug. Etwas seitlich von Schulz befindet sich auf einem weißen Untergrund der Albumtitel, der ebenfalls in pinkfarbenen Lettern geschrieben ist. Der Hintergrund des Frontcovers ist weiß.

## Veröffentlichung und Promotion
Die Erstveröffentlichung von Pink erfolgte am 25. August 2023 durch das Musiklabel Warner Music als CD, LP, Download und als Streaming.

## Inhalt
Das Album thematisiert unter anderem die Hoffnung auf das Vorbeigehen der schlimmen Zeiten (Somewhere over the Rainbow / What a Wonderful World), Ohnmächtigkeitsgefühle beim Blick in die Zukunft (Young Right Now) und das Tun von mehr Dingen, die im Leben zählen (On Repeat). Pink lässt sich den Genres Dance-Pop, House und Electronic zuordnen. Es enthält Gastauftritte von Dennis Lloyd, Fil Bo Riva, David Guetta, Tom Walker, Alle Farben und Israel Kamakawiwoʻole.
| #  | Titel                                                                                           | Autor(en) | Produzent(en)                                  | Länge |
| -- | ----------------------------------------------------------------------------------------------- | --- | ---------------------------------------------- | ----- |
| 1  | Intro                                                                                           | Daniel Deimann, Dennis Bierbrodt, Guido Kramer, Jürgen Dohr, Robin Schulz, Stefan Dabruck                                                                       | Junkx, Robin Schulz                            | 2:23  |
| 2  | Smash My Heart                                                                                  | Andrew Bullimore, Daniel Deimann, Dennis Bierbrodt, Gerad O’Connell, Guido Kramer, Jürgen Dohr, Lewis Thompson, Robin Schulz, Stefan Dabruck                    | Junkx, Robin Schulz                            | 2:51  |
| 3  | No Drama                                                                                        | Daniel Deimann, Dennis Bierbrodt, Guido Kramer, Jürgen Dohr, Robin Schulz, Stefan Dabruck                                                                       | Junkx, Robin Schulz                            | 2:43  |
| 4  | Young Right Now (mit Dennis Lloyd)                                                              | Daniel Deimann, Dennis Bierbrodt, Dennis Lloyd, Guido Kramer, Jürgen Dohr, Robin Schulz, Robin Stjernberg, Sandro Cavazza, Stefan Dabruck                       | Dennis Lloyd, Junkx, Robin Schulz              | 3:06  |
| 5  | Killer Queen (mit Fil Bo Riva)                                                                  | Daniel Deimann, Dennis Bierbrodt, Felix Anton Remm, Filippo Boncamici, Guido Kramer, Jürgen Dohr, Robert Michael Stephenson, Robin Schulz, Stefan Dabruck       | Junkx, Robert Michael Stephenson, Robin Schulz | 3:01  |
| 6  | Sweet Goodbye                                                                                   | Anton Rundberg, James Bell, Julia Karlsson, Junkx, Robin Schulz                                                                                                 | Hightower, Julia Karlsson, Junkx, Robin Schulz | 2:38  |
| 7  | Echoes                                                                                          | Daniel Deimann, Dennis Bierbrodt, Guido Kramer, Jürgen Dohr, Robin Schulz, Stefan Dabruck                                                                       | Junkx, Robin Schulz                            | 3:01  |
| 8  | Break for You                                                                                   | Daniel Deimann, Dennis Bierbrodt, Guido Kramer, Gustav Nyström, Jürgen Dohr, Kristin Carpenter, Moa Pettersson Hammar, Robin Schulz, Stefan Dabruck             | Junkx, Robin Schulz                            | 3:35  |
| 9  | On Repeat (mit David Guetta)                                                                    | Andreas Huber, Daniel Deimann, David Guetta, Dennis Bierbrodt, Guido Kramer, Jan Hammele, Julia Wollstein, Jürgen Dohr, Robin Schulz, Stefan Dabruck            | BLYNE, David Guetta, Junkx, Robin Schulz       | 3:10  |
| 10 | Die for You                                                                                     | Daniel Deimann, Dean Bremerich, Dennis Bierbrodt, Dustin Bremerich, Guido Kramer, Helge Moen, Jim Bergsted, Jürgen Dohr, Robin Schulz, Stefan Dabruck           | Junkx, Mushroom People, Robin Schulz           | 2:50  |
| 11 | One with the Wolves                                                                             | Daniel Deimann, Dennis Bierbrodt, Guido Kramer, Ida Maria Soberg, Jürgen Dohr, Loris Cimino, Maximilian Riehl, Robin Schulz, Stefan Dabruck, Wilhelmina Lehtola | Junkx, Late9, Robin Schulz                     | 3:00  |
| 12 | Sun Will Shine (mit Tom Walker)                                                                 | Ammar Malik, Camille Purcell, Junkx, Robin Schulz, Steve Mac, Tom Walker                                                                                        | Junkx, Robin Schulz, Steve Mac                 | 3:22  |
| 13 | Memories                                                                                        | Daniel Deimann, Dennis Bierbrodt, Guido Kramer, James Bell, Jürgen Dohr, Louise Lennartsson, Robin Schulz, Stefan Dabruck                                       | Junkx, Robin Schulz                            | 2:41  |
| 14 | Satellite                                                                                       | Caitlin Linney, Daniel Deimann, Dennis Bierbrodt, Guido Kramer, James Watt, Jürgen Dohr, Robin Schulz, Stefan Dabruck, Toby Scott                               | Junkx, Robin Schulz, Toby Scott                | 2:43  |
| 15 | Somewhere over the Rainbow / What a Wonderful World (mit Alle Farben und Israel Kamakawiwoʻole) | E.Y. Harburg, George David Weiss, Harold Arlen, Robert Thiele                                                                                                   | Alle Farben, Junkx, Robin Schulz               | 3:29  |
| 16 | Sight                                                                                           | Daniel Deimann, Dennis Bierbrodt, Guido Kramer, Ian Richard Temple, Jeremy Young, Jesse Noah Perlstein, Jürgen Dohr, Robin Schulz, Stefan Dabruck               | Junkx, Robin Schulz                            | 4:35  |
| 17 | Waiting for the Sunshine                                                                        | Daniel Deimann, Dennis Bierbrodt, Guido Kramer, Jürgen Dohr, Robin Schulz, Stefan Dabruck                                                                       | Junkx, Robin Schulz                            | 3:11  |

## Singleauskopplungen
| Jahr | Titel                                               | Höchstplatzierung, Gesamtwochen, AuszeichnungChartplatzierungen (Jahr, Titel, , Platzierungen, Wochen, Auszeichnungen, Anmerkungen) | Höchstplatzierung, Gesamtwochen, AuszeichnungChartplatzierungen (Jahr, Titel, , Platzierungen, Wochen, Auszeichnungen, Anmerkungen) | Höchstplatzierung, Gesamtwochen, AuszeichnungChartplatzierungen (Jahr, Titel, , Platzierungen, Wochen, Auszeichnungen, Anmerkungen) | Höchstplatzierung, Gesamtwochen, AuszeichnungChartplatzierungen (Jahr, Titel, , Platzierungen, Wochen, Auszeichnungen, Anmerkungen) | Anmerkungen                                                                  |
| Jahr | Titel                                               | DE | AT | CH | Dance | Anmerkungen                                                                  |
| ---- | --------------------------------------------------- | --- | --- | --- | --- | ---------------------------------------------------------------------------- |
| 2021 | Somewhere over the Rainbow / What a Wonderful World | DE82 (3 Wo.)DE | — | — | — | Erstveröffentlichung: 9. Juli 2021 feat. Alle Farben & Israel Kamakawiwoʻole |
| 2021 | Young Right Now                                     | DE28 (27 Wo.)DE | AT32 (20 Wo.)AT | CH13 (34 Wo.)CH | Dance40 (1 Wo.)Dance | Erstveröffentlichung: 12. November 2021 feat. Dennis Lloyd                   |
| 2022 | On Repeat                                           | DE— aDE | — | — | Dance36 (1 Wo.)Dance | Erstveröffentlichung: 6. Mai 2022 feat. David Guetta                         |
| 2022 | Sun Will Shine                                      | DE— bDE | — | — | — | Erstveröffentlichung: 29. Juli 2022 feat. Tom Walker                         |
| 2023 | Sweet Goodbye                                       | — | — | — | — | Erstveröffentlichung: 17. Februar 2023                                       |
| 2023 | Killer Queen                                        | — | — | — | — | Erstveröffentlichung: 19. Mai 2023 feat. Fil Bo Riva                         |
| 2023 | Smash My Heart                                      | — | — | — | — | Erstveröffentlichung: 14. Juli 2023                                          |

## Rezeption

### Rezensionen
Der Belgische Rundfunk und das Radio 91.2 Dortmund kürten Pink zum „Album der Woche“.

### Charts und Chartplatzierungen
| ChartsChartplatzierungen | Höchstplatzierung | Wochen |
| ------------------------ | ----------------- | ------ |
| Deutschland (GfK)        | 27 (1 Wo.)        | 1      |
| Österreich (Ö3)          | 66 (1 Wo.)        | 1      |
| Schweiz (IFPI)           | 58 (1 Wo.)        | 1      |